# Ruine Schwandiholz
Die Ruine Schwandiholz oder Schwandiburg ist die Ruine einer mittelalterlichen Höhenburg, die wahrscheinlich im Hochmittelalter entstanden ist. Sie liegt im heutigen Schwandiholz der Gemeinde Stettlen im Kanton Bern. Nur wenige Mauerreste sind davon noch erhalten geblieben.

## Lage und Beschreibung
Die Ruine der Schwandiburg liegt nordöstlich der ehemaligen Kartonfabrik Deisswil im Schwandiholz auf einem abgeflachten Hügel. Sie besteht im Wesentlichen aus drei Teilen: dem Hauptburgplatz (Turm, Palas, Kapelle und Umfassungsmauer), dem Vorwerk auf separatem Plateau und dem Ringwall um den Burghügel. Heute sind noch Teile dieses Ringwalls gut zu erkennen.

## Geschichte
Viel ist von der Geschichte der Burg nicht bekannt. Vermutlich zwischen dem 9. und dem 13. Jahrhundert in verschiedenen Etappen erbaut, wurde sie schon am Ende des 13. Jahrhunderts von den Bernern zerstört. Herren der Burg waren die in wenigen Dokumenten erwähnten „Herren von Stetleton“. Otto Tschumi, ehemaliger Konservator des Historischen Museums Bern, hat mit arbeitslosen Lehrern im Sommer 1938 Teile der Burg ausgegraben und dokumentiert.